# Unión nacional de asociaciones de socorristas y salvadores de los grupos La Poste y Orange
En Francia, la unión nacional de asociaciones de socorristas y salvadores de los grupos La Poste y Orange, anteriormente la unión nacional de socorristas y asociaciones de salvadores del PTT, abreviada UNASS, es una asociación con fines no lucrativos y sigue la ley de 1901 . Esta fue creado en 1966 por empleados del PTT . Su actividad sigue reagrupando trabajadores de La Poste o France Télécom (actualmente Orange), desde la creación de estas empresas tras la escisión del PTT.

## Historia
1966 : Fue en Lyon donde Émile Rouvière, presidente y fundador, creó la primera asociación de primeros auxilios partiendo de la administración PTT.
El afirmó : “El primer gesto social es salvar la vida”
1967 : El 6 de enero está marcado por la aceptación de la asociación (hoy Unass rhône-loire-ain) por el prefecto del Rhône.
1970 : Nuevas asociaciones departamentales fueron formadas. Surge la necesidad de federar las asociaciones, con el fin de obtener el reconocimiento nacional de las autoridades públicas y poder estimular una dinámica colectiva. Esto llevó a la creación de un sindicato nacional, bajo el nombre actual de UNASS.
1971 : Cerca de veinte asociaciones departamentales son creadas en todo el territorio metropolitano.
1984 : Todos los departamentos están cubiertos por una asociación, incluyendo l’Outre-mer.
2020 : Durante la pandemia del coronavirus, voluntarios de la UNASS participaron en misiones de control, verificación y vacunación contra el COVID-19.
2021· La UNASS es certificada Qualiopi en capacitación.

### Logotipos de la UNASS
| Premier Logo de l'UNASS (1966)        | Second Logo de L'UNASS (1966-1976)  | Troisième logo de L'UNASS (1976-1986) | Quatrième logo de L'UNASS (1986-1991) |
| Cinquième logo de L'UNASS (1991-2000) | Sixième logo de L'UNASS (2000-2006) |                                       |                                       |

### Lemas de la UNASS
Entre 1966 y 1976 : "Le 1er geste social est de sauver la vie" (El 1.er gesto social es salvar la vida)
Entre 1976 y 1986 :  "Secouriste, pour gagner le temps de survivre" (Socorristas, para ganar tiempo para sobrevivir)
Entre 1986 y 1991 :  "Aider à survivre" (Ayuda a sobrevivir)
Entre 1991 y 2000 :  "Formation, compétences, solidarité" (Formación, competencias, solidaridad)
Entre 2000 y 2006 : " Notre mission : Vous apprendre à sauver"  (Nuestra misión : enseñarte a salvar)

## Presentación
La unión nacional de asociaciones de socorristas y salvadores (UNASS) tiene presencia en todo el territorio francés a través de 55 asociaciones departamentales. Ahora reúnen a 3.000 rescatistas y más de 420 formadores
Desde 2007, la UNASS cuenta con la aprobación para realizar misiones de seguridad civil, emitida por el Ministerio del Interior. Esta aprobación autoriza a cerca de una treintena de asociaciones regionales para llevar a cabo misiones de :
- Tipo A : Operaciones de socorrismo: asistencia a los servicios públicos de salud, en necesidades específicas o en circunstancias excepcionales, que impliquen, por ejemplo, la implementación de un sistema de socorrismo de una escala o naturaleza particular o la activación de un plan ORSEC ;[4]
- Tipo B : Apoyo a las poblaciones afectadas por desastres - responder al llamado de las prefecturas a la movilización para hacer frente a una situación de crisis. Ayudar y garantizar la protección de las poblaciones afectadas por desastres ;[5]
- Tipo-C : Supervisión de voluntarios para acciones de apoyo a las poblaciones - ayudar a las autoridades municipales y prefectorales y sus servicios públicos a coordinar y gestionar la acción de los voluntarios y miembros de las reservas municipales de seguridad civil. Acciones de apoyo a las poblaciones afectadas por desastres ;[6]
- Tipo D : Dispositivos provisionales de socorro (DPS) – para brindar socorro a las personas en el marco de arreglos de emergencia destinados a cubrir riesgos durante manifestaciones o concentraciones de personas.[7][8]

## Áreas de acción
UNASS se agrupa en torno a dos áreas de acción :
- Formación en primeros auxilios ;
- Puestos de socorro ;

### Capacitación
La UNASS capacita a sus miembros, a los  profesionales y al público en general en los diversos cursos de formación en primeros auxilios.
Formación accesible al público en general :
- Los gestos que salvan (GQS)
- Gestos que salvan, en realidad virtual (GQS)
- Introducción a los primeros auxilios para niños.
- Introducción a los primeros auxilios para adultos.
- Prevención Nivel 1 Ayuda Cívica (PSC1)
- Primeros Auxilios Caninos Felinos
- Entrenador de rescate canino felino
- Ayudar sin lastimar
- Gesto y postura
- Implementar la cadena de rescate
- Equipo Primeros Auxilios Nivel 1 (PSE1)
- Equipo de Primeros Auxilios Nivel 2 (PSE2)
- Conviértete en un líder de equipo
- Pedagogía común del entrenador inicial (PIC)
- Formador de PSC
- Formador de SSO
- Iniciador de GQS
- Formador de PS

Formación para profesionales :
- Equipo de primera respuesta (EPI)
- Usa un extintor de incendios
- Asegure las misiones de guía-abrazadera o guía-archivo
- Salvavidas Ocupacional (SST)[10][11]
- Mantener y actualizar las habilidades de OHS (MAC OHS)
- Actor Prevención Alivio de Ayuda y Atención Domiciliaria (APS ASD)
- Mantener y actualizar la competencia ASD APS (MAC APS)

### Socorrismo
Puestos de socorro preventivos, o dispositivos de emergencia (DPS), están destinados a ser instalados durante eventos deportivos, culturales y festivos , etc. Dependiendo del evento, se pueden realizar diferentes configuraciones de puestos de avituallamiento:
1. Punto de alerta y primeros auxilios (PAPS), compuesto por dos socorristas ;
2. Dispositivos de emergencia con visión de futuro a pequeña escala (DPS-PE), compuestos por cuatro a doce rescatistas y encabezados por un jefe de puesto ;
3. Dispositivos Provisionales de Mediana Emergencia (DPS-ME), integrados por trece a treinta y seis socorristas y encabezados por un jefe de sección ;
4. Dispositivos de emergencia con visión de futuro a gran escala (DPS-GE), compuesto por treinta y siete rescatistas y más y encabezado por un administrador de dispositivos.

### Otros puestos
La asociación, tanto a través de sus aprobaciones como de su alcance nacional, ha podido participar en muchas estaciones de rescate a gran escala. :
- Copa del Mundo de Rugby (2007)
- Copa de Europa de Fútbol (2016)
- 24 horas de Le Mans
- Gran Premio de Francia de Motociclismo

- Las Ferias

- Orgullos
- Festivales :
  - Lollapalooza
  - Château Perché
  - Inversion Festival
  - Download Festival
- Reunión:
  - Rally Morzine Mont Blanc (2011)
  - Rally National des bornes (2012)
- Concierto:
  - Johnny Hallyday (Nantes)
  - Rolling Stones (Lyon 2022)
  - Indochine (Lyon 2013, 2014, 2018, 2022)
  - Les Enfoirés[14]
  - Céline Dion (Lyon 2017)
  - Ed Sheeran (Lyon 2019)
  - Rihanna (Lyon 2011, 2016)
  - David Guetta (Lyon 2012, 2016)

## Medios a disposición

### Vehículos
Los vehículos de UNASS son vehículos de emergencia y, por lo tanto, están equipados con luces intermitentes azules y "sirenas" de dos tonos (tipo Bomberos o tipo SMUR ) y, a veces, incluso 3 tonos.
En 2022, la UNASS contaba con 112 vehículos, incluidos 47 vehículos de primeros auxilios personales (VPSP) y 2 vehículos de enlace y comando (VLC).
- 47 VPSP (Vehículo de Primeros Auxilios Personales)
- 4 VTUTP (vehículo todo propósito y transporte de personal)
- 2 VLC (Vehículo de Enlace y Mando)
- 19 LCV (Vehículo ligero)
- 3 VLHR (Vehículo todoterreno ligero)
- 2 VPSHR (Vehículo todoterreno de primeros auxilios)
- 13 VTU (Vehículo de uso múltiple)
- 7 VTP (Vehículo de Transporte de Personal)
- 1 VTI (Vehículo de Apoyo a la Mayordomía Técnica)
- 8 Bicicletas de montaña (Bicicletas de montaña)
- 1 Patinete eléctrico
- 3 Motocicletas
- 2 Cuadriciclos

|  |  |  |  |
|  |  |  |  |

### Vestimenta
En 1976, el atuendo consistía en una chaqueta con los colores del logo de la época. La parte inferior es azul, los hombros y los omóplatos son amarillos. Los pantalones son oscuros, negros o marrones.
En 1986, el atuendo se cambió a un mono rojo. Tiene la inscripción "Secouriste" en la espalda, así como el logo de la época en el lado izquierdo del pecho.
Desde 2006, el atuendo consta de una chaqueta y un pantalón rojo y amarillo fluorescente.
En 2012, las prendas cumplen con la norma europea NF EN 471 para convertirse en prendas de alta visibilidad .
|  |  |  |

### Materiales de rescate
- Bolsa de primeros auxilios : Contiene todo el material necesario para realizar una valoración, y para atender tanto a heridos leves como a urgencias vitales.
- Bolsa de oxigenoterapia : Contiene una botella de X litros de oxígeno y máscaras adecuadas para adultos y niños.
- Materiales de inmovilización : Férula de vacío, colchón inmovilizador de vacío, cinturón pélvico, collarín cervical, férula cérvico-torácica.
- Equipos de transporte y elevación : Camilla flexible, tabla dura, camilla cuchara, silla, snogg.
- Materiales varios : Desfibrilador, carpas, radio.